# 1 ماليزيا ديفلوبمنت بيرهاد
1 ماليزيا ديفيلوبمينت بيرهاد (1 إم دي بي) هي شركة تطوير استراتيجي ماليزية مفلسة، يملكها وزير المالية. خضعت الشركة منذ عام 2015 لرقابة شديدة نظرًا لمعاملاتها المالية المشبوهة والأدلة التي تشير إلى غسيل الأموال والاحتيال والسرقة. زعمت دعوى قضائية أقامتها وزارة العدل الأمريكية سرقة 3.5 مليار دولار أمريكي على الأقل من صندوق تمويل 1 إم دي بي الذي تملكه الدولة.
أُنشئت 1 إم دي بي لتحفيز المبادرات الاستراتيجية في مجال التطوير الاقتصادي طويل الأمد للبلاد وذلك بإقامة شراكات عالمية وتعزيز الاستثمار الأجنبي المباشر. تركز 1 إم دي بي على مشاريع التنمية الاستراتيجية في مجالات الطاقة والعقارات والسياحة والأعمال الزراعية. اضطلعت 1 إم دي بي بالعديد من المشاريع البارزة كبورصة تون رازاك، وبندر ماليزيا، المشروع الشقيق لتون رازاك، وحيازة ثلاث من شركات إنتاج الطاقة المستقلة.

## تاريخيًا
بدأت شركة 1 إم دي بي أعمالها حاملة اسم هيئة استثمار ترغكانو بمبادرة من أحمد سعيد، وزير ترغكانو الأعظم السابق، في عام 2008. كانت هيئة استثمار ترغكانو صندوق ثروة سيادية ًانشئ بتمويل أولي قيمته 11 مليار رينغيت ماليزي بهدف تحقيق التنمية الاقتصادية لولاية ترغكانو. كان الغرض من التمويل ضمان تحقيق تنمية مستدامة طويلة الأمد مع الحفاظ على الرفاه الاقتصادي لسكان ترغكانو. استُمد تمويل هيئة استثمار ترغكانو من ريع مرموق بلغت قيمته 6 مليارات رينغيت ماليزي، ومن أموال السندات الصادرة عن الأسواق المالية المحلية والخارجية. فضلًا عن ذلك، اقترحت الحكومة الاتحادية توفير ضمان بمبلغ 5 مليارات رينغيت بناء على إيرادات ترغكانو النفطية في المستقبل.
في 27 مايو 2009، وقع إسمي إسماعيل وشهرول أزرال إبراهيم حلمي على صفقة نظمها بنك أمانفسمنت لجمع 5 مليارات رينغيت بإصدار سندات إسلامية متوسطة الأجل، على الرغم من أن حكومة ولاية ترغكانو طلبت عدم فعل ذلك. نصح مستشار هيئة استثمار ترغكانو الخاص، جو لو، بهذه الممارسة. في 29 مايو 2009، حصلت هيئة استثمار ترغكانو على 4.385 مليار رينغيت من صافي عائدات السندات الإسلامية متوسطة الأجل من القيمة الكاملة والتي بلغت 5 مليارات رينغيت.
في 31 يوليو 2009، استولى وزير المالية على هيئة استثمار ترغكانود وعدل اسمها ليصبح 1 ماليزيا ديفيلوبمينت بيرهاد 1(إم دي بي). حدث استيلاء وزير المالية على الشركة عقب تولي نجيب تون عبد الرزاق منصب رئيس وزراء ماليزيا بأربعة أشهر. في تصريح نجيب بتاريخ 22 يوليو 2009، ذكر أنه اتخذ قرار توسيع هيئة استثمار ترغكانود لتصبح كيانًا فيدراليًا لتمكين وصول فوائدها إلى طيف أوسع من مواطني ماليزيا بدلًا من المقيمين في ولاية واحدة فقط.
عمومًا، يمكن تلخيص استثمارات 1 إم دي بي على النحو التالي:
- بترو سعودي القابضة (كايمان) المحدودة
- الاستثمار في شركة الحافظات المنفصلة
- الاستثمار في مجموعة إس آر سي
- الاستثمار في قطاع العقارات
- الاستثمار في قطاع الطاقة

في 10 مارس 2015، كُلّف مدقق الحسابات العام في ماليزيا في إطار ولاية مجلس الوزراء ولجنة الحسابات العامة بمراجعة البيانات المالية لمجموعة 1 إم دي بي وتقييم ما إذا كان أداؤها المالي وأنشطتها تتوافق والأهداف الأصلية للشركة. مع ذلك، في 4 مارس 2016، صنف مجلس الأمن القومي الماليزي تقرير مراجعة الحسابات الذي أعده المدقق العام لماليزيا على أنه وثيقة أسرار رسمية بموجب قانون الأسرار الرسمية لعام 1972.
بعد فوز تحالف الأمل الماليزي في الانتخابات العامة الرابعة عشرة في ماليزيا، أُفصِح عن محتويات تقرير تدقيق الحسابات. رُفِعت السرية عن الوثائق بتاريخ 15 مايو 2018 بناء على طلب رئيس الوزراء الماليزي السابع مهاتير محمد.
في 23 مايو 2018، أَوكل وزير المالية المُعيّن حديثًا، ليم غوان إنغ، مهمة مراجعة حسابات 1 إم دي بي وتدقيقها إلى شركة برايس ووترهاوس كوبرز. جاء ذلك عقب إفصاح مديري الشركة عن إفلاسها وعدم قدرتها على سداد ديونها. في 28 يونيو 2018، أُقيل الرئيس والمدير التنفيذي، آرول كاندا بسبب التقصير في أداء واجباته.

## الاستثمارات

### بترو سعودي القابضة (كايمان) المحدودة
في 28 سبتمبر 2009، أنشأت 1 إم دي بي شركة محاصة بالاشتراك مع بترو سعودي القابضة (كايمان) المحدودة، وكان اسم الشركة هو 1 إم دي بي- بترو سعودي المحدودة بنسبة 60:40، إذ سيطرت 1 إم دي بي على نسبة 40% بمساهمة نقدية قيمتها مليار دولار أمريكي بينما ساهمت شركة بترو سعودي القابضة بأصول بلغت 1.5 مليار دولار أمريكي على الأقل. سُجّلت أربع شركات مختلفة باسم بترو سعودي، إلا أن مقترحات الاستثمار المقدمة إلى مجلس إدارة بنك التنمية الأول فشلت في التصريح بذلك.
في 29 سبتمبر 2009 (بعد يوم من تشكيل شركة المحاصة)، قدم إدوارد إل. مورس تقريرًا لتقييم الأصول. عُيّن في اليوم نفسه في منصب المسؤول التنفيذي الأول في 1 إم دي بي. يضع تقرير التقييم في الاعتبار الأصول في مجال التنقيب عن النفط وحقوق إنتاجه في تركمانستان والأرجنتين. نُفّذ التقييم على أصول شركة بترو سعودي إنترناشيونال المحدودة على الرغم من اتفاقية شركة المحاصة التي تنص بوضوح على أن الشركة المالكة لجميع حقوق وفوائد الأصول المتفق عليها لمشروع شركة المحاصة هي شركة بترو سعودي إنترناشيونال كايمان، حسبما ورد في التقرير.
فضلًا عن ذلك، تفتقر اتفاقية شركة المحاصة إلى البنود اللازمة لحماية مصالح الشركة. ضمن جملة من الامور، دُفع مبلغ 700 مليون دولار أمريكي رسومًا إلى شركة 1 إم دي بي- بترو سعودي من شركة بترو سعودي القابضة على أن تُسدَّد بالكامل في 30 سبتمبر 2009 أو قبل ذلك. في 30 سبتمبر 2009، حوَلت 1 إم دي بي ما مجموعه مليار دولار أمريكي (3.487 مليار رينغيت) إلى حسابين منفصلين. جرى تحويل المبلغ الأول بقيمة 300 مليون دولار أمريكي إلى حساب شركة المحاصة، أما المبلغ المتبقي والبالغ 700 مليون دولار أمريكي جرى تحويله إلى حساب شركة أخرى (غود ستار المحدودة، وهي شركة تابعة لبترو سعودي)، بهدف تسديد المبلغ الذي دفعته شركة المحاصة. مع ذلك، لم يوافق مجلس 1 إم دي بي على دفع 700 مليون دولار أمريكي في حساب مشروع غير مشترك.
في مارس 2010، بعد نحو ستة أشهر من تشكيل شركة المحاصة 1 إم دي بي- بترو سعودي، تصرفت 1 إم دي بي بجميع حصصها الـ40% (والتي بلغت قيمتها مليار دولار أمريكي) مقابل 1.2 مليار دولار أمريكي في سندات المرابحة. كفلت بترو سعودي إنترناشيونال المحدودة سندات المرابحة. في المقابل، بذلت 1 إم دي بي مساهمة إضافية في سندات المرابحة بمبلغ 830 مليون دولار أمريكي إضافي بتمويل جزئي حصلت عليه من قروض المؤسسات المالية.
في 1 يونيو 2012، عقب 27 شهرًا من الاحتفاظ بسندات المرابحة، استردت 1 إم دي بي جميع السندات التي بلغ مجموعها 2.22 مليار دولار أمريكي بما في ذلك الأرباح. جرى تحقيق هذا الاسترداد بقيمة 2.22 مليار دولار أمريكي بتسوية مبادلة الأصول والتي حصلت بموجبها شركة 1 إم دي بي إنترناشيونال القابضة المحدودة، وهي شركة تابعة لـ1 إم دي بي، على رأس مال بنسبة 49% في شركة بترو سعودي المحدودة للخدمات النفطية، وهي شركة تابعة لشركة بترو سعودي إنترناشيونال المحدودة. طرحت هذه الممارسة تساؤلات حول تقرير مراجعة الحسابات العام لمدقق الحسابات إذ جرى تحويل سندات المرابحة إلى استثمارات في أسهم في بترو سعودي إنترناشيونال المحدودة دون إجراء أي دراسة لتحديد التزامات بترو سعودي إنترناشيونال المحدودة وقدرتها على توفير الأموال والأداء المالي السابق. كان مجلس شركة 1 إم دي بي على دراية بعمل بترو سعودي إنترناشيونال المحدودة في المياه الفنزويلية حيث فرضت الولايات المتحدة عقوبات عليها منهية بذلك عقود التنقيب، بيد أن قرار الاستثمار في الشركة استمر على الرغم من هذه الشروط. وقّع مدير 1 أم دي بي التنفيذي على الوثائق في 1 يونيو 2012، قبل الحصول على موافقة مجلس إدارة الشركة بوقت طويل في 20 يونيو 2012.
خلال منتصف يوليو 2012، وبعد 45 يومًا من الاستثمار في أسهم بترو سعودي إنترناشيونال المحدودة في 1 يونيو 2012، تصرفت 1 إم دي بي بجميع الأسهم التي بلغت نسبتها 49% في بترو سعودي إنترناشيونال المحدودة لصالح شركة استثمارات بريدج بارتنرز إنترناشيونال المحدودة مقابل 2.2 مليار دولار أمريكي على الأقل بناءً على اقتراح مدير 1 إم دي بي التنفيذي. جرت عملية البيع في 12 سبتمبر 2012 وأصدرت بريدج بارتنرز ست كمبيالات غير مدرة للفوائد بقيمة 2.318 مليار دولار أمريكي.
استُخدمت هذه الكمبيالات كاستثمار في شركة الحافظات منفصلة.